# Custom Line Navetta 33
La Custom Line Navetta 33 è uno yacht prodotto dal cantiere navale italiano Custom Line del Gruppo Ferretti.

## Il contesto
Presentata in anteprima mondiale al Festival International de la Plaisance di Cannes nel settembre del 2008, Navetta 33 è il modello di punta della linea semidislocante in materiale composito di Custom Line. Lungo circa 33 metri e largo 7, questo yacht è progettato in 2 differenti allestimenti del ponte principale ed è in grado di imbarcare 20 persone, equipaggio incluso. La velocità massima è di 18 nodi, mentre quella di crociera è di 16, raggiunte grazie a 2 motori V12 da 1000 kW a 2300 giri al minuto; l'autonomia (a 13 nodi) permessa dal serbatoio da quindicimila litri è di 850 miglia nautiche.
La Custom Line Navetta 33 è prodotta nei cantieri navali di Ancona ed è stata classificata dal RINA, il registro navale italiano, con classificazione RINA 100-A-1.1 "Y".